# Елена Балтаджиева
Елена Матеева Балтаджиева е български политик, кмет на община Каварна (от 2019 г.).

## Биография
Родена през 1974 година. Омъжена е, има две деца.

### Политическа дейност
На местните избори през 2019 г. е кандидат за кмет на община Каварна, издигнат от ВМРО-БНД. На проведения първи тур получава 1495 гласа (или 23,76%) и се явява на балотаж с кандидата на коалиция „ГЕРБ – СДС“ Йордан Стоянов, който получава 2011 гласа (или 31,96%). Избрана е на втори тур с 3790 гласа (или 58,64%).

### Критики и противоречия
През май 2022 г. е осъдена на първа инстанция (от Административен съд – Добрич) да плати глоба от малко над 10 000 лева. Това става след решение с постановление на Антикорупционната комисия (КПКОНПИ), според която Балтаджиева е назначила съпруга на първата си братовчедка – Мирослав Игнатов, за управител на общинското дружество „Чиракман“.
На 21 април 2023 г. Върховният административен съд отменя решението на Комисията за противодействие на корупцията и за отнемане на незаконно придобитото имущество (КПКОНПИ), с което се установява конфликт на интереси по отношение на кмета на Каварна Елена Балтаджиева. И осъжда да ѝ плати разноските за двете инстанции в общ размер на 1294,97 лева.